# Гамма-апарат
Гамма-апарат (рос. гамма-аппарат, англ. gamma(therapy) unit, нім. Gammaapparat m) – апарат з радіоактивними ізотопами, що є джерелом гамма-випромінювання.